# Józef Wesołowski
Józef Wesołowski (* 15. Juli 1948 in Nowy Targ, Polen; † 27. August 2015 in der Vatikanstadt) war ein römisch-katholischer Erzbischof und bis 2013 Diplomat des Heiligen Stuhls. Am 27. Juni 2014 wurde er wegen Kindesmissbrauchsvorwürfen in den Laienstand versetzt. Gegen diese Entscheidung legte er Berufung ein, über die bis zum Zeitpunkt seines Todes noch nicht entschieden worden war.

## Leben
Józef Wesołowski empfing am 21. Mai 1972 das Sakrament der Priesterweihe für das Erzbistum Krakau. Die Priesterweihe spendete ihm der damalige Erzbischof von Krakau, Karol Wojtyła.
Am 3. November 1999 ernannte ihn der nunmehrige Papst Johannes Paul II. zum Titularerzbischof von Slebte und bestellte ihn zum Apostolischen Nuntius in Bolivien. Die Bischofsweihe spendete ihm Papst Johannes Paul II. am 6. Januar 2000, Mitkonsekratoren waren der Offizial im Staatssekretariat des Heiligen Stuhls, Kurienerzbischof Giovanni Battista Re, und der Sekretär der Kongregation für die Evangelisierung der Völker, Kurienerzbischof Marcello Zago OMI. Am 16. Februar 2002 wurde Józef Wesołowski Apostolischer Nuntius in Kasachstan und Tadschikistan. Johannes Paul II. bestellte ihn am 6. Juli 2002 zudem zum Apostolischen Nuntius in Kirgisistan und am 6. November zusätzlich zu dem Usbekistans. Am 24. Januar 2008 durch Benedikt XVI. ernannt, hatte er diese Funktion in der Dominikanischen Republik und die eines Apostolischen Delegaten in Puerto Rico inne.
Am 28. August 2015 starb Józef Wesołowski im Alter von 67 Jahren, dem Ergebnis der Autopsie zufolge an einem Herzstillstand. Weitere gerichtsmedizinische Untersuchungen ergaben, dass er eines natürlichen Todes starb, wie der Vatikan im Dezember 2015 mitteilte.

## Vorwurf des Kindesmissbrauchs
Am 21. August 2013 wurde Wesołowski von Papst Franziskus wegen des Vorwurfs des Kindesmissbrauchs seines Amtes enthoben. Laut Berichten dominikanischer Medien soll der Diplomat sieben minderjährige Jungen für sexuelle Handlungen bezahlt haben. Als Staatsbürger des Vatikans sollte ihm vor einem vatikanischen Gericht der Prozess gemacht werden; ihm drohten bis zu zehn Jahre Gefängnis. Als Verhandlungsbeginn wurde der 12. Juni 2015 festgelegt. Im kanonischen Prozess erkannte die Kongregation für die Glaubenslehre am 27. Juni 2014 in erster Instanz auf Verlust des klerikalen Standes und versetzte ihn in den Laienstand. Gegen diese Entscheidung legte Wesołowski Berufung ein, über die ursprünglich im Oktober 2014 entschieden werden sollte.
Nach einer ersten Anhörung im September 2014 wurde Wesołowski von einem Strafgericht des Vatikanstaates aus gesundheitlichen Gründen vorerst nicht in Haft genommen, sondern am 23. September 2014 unter Hausarrest gestellt, nachdem Fluchtgefahr bestand. Die Anordnung traf Papst Franziskus laut dem Vatikansprecher Pater Federico Lombardi persönlich. Kurz danach wurde bekannt, dass Wesołowski mehr als 100.000 kinderpornografische Dateien auf seinem Computer gesammelt hatte. Am 3. Dezember 2014 kam es zu einem Treffen des Generalstaatsanwalts der Dominikanischen Republik, Francisco Domínguez Brito, mit dem Promotor Iustitiae beim Gerichtshof des Vatikanstaates, Gian Piero Milano, bei dem der Stand der Ermittlungen erörtert wurde. Wesołowskis Hausarrest war zu diesem Zeitpunkt gelockert, die Verpflichtung, sich im Vatikan aufzuhalten, blieb jedoch bestehen.
Der Prozess, zu dem der Angeklagte nicht erschien, wurde am 11. Juli 2015 eröffnet und wegen einer Erkrankung Wesołowskis wenige Minuten später für unbestimmte Zeit ausgesetzt.